# چک نارنجی
چک نارنجی (نام علمی: Epthianura aurifrons) نام یک گونه از سرده چک‌های استرالیایی است.